# Pelegrina (arácnido)
Pelegrina es un género de arañas araneomorfas de la familia Salticidae (arañas saltadoras). Se encuentra en Sudamérica y Centroamérica y las Antillas. La mayoría de las especies de Pelegrina se colocaron previamente en el género de los Metaphidippus.

## Especies
Según The World Spider Catalog 12.5:
- Pelegrina aeneola (Curtis, 1892) — Norteamérica
- Pelegrina arizonensis (Peckham & Peckham, 1901) — Norteamérica
- Pelegrina balia Maddison, 1996 — EE. UU.
- Pelegrina bicuspidata (F. O. P-Cambridge, 1901) — México, Guatemala
- Pelegrina bunites Maddison, 1996 — EE. UU., México
- Pelegrina chaimona Maddison, 1996 — EE. UU., México
- Pelegrina chalceola Maddison, 1996 — EE. UU.
- Pelegrina clavator Maddison, 1996 — México
- Pelegrina clemata (Levi, 1951) — EE. UU., Canadá
- Pelegrina dithalea Maddison, 1996 — EE. UU.
- Pelegrina edrilana Maddison, 1996 — México
- Pelegrina exigua (Banks, 1892) — EE. UU.
- Pelegrina flaviceps (Kaston, 1973) — EE. UU., Canadá
- Pelegrina flavipes (Peckham & Peckham, 1888) — EE. UU., Canadá
- Pelegrina furcata (F. O. P.-Cambridge, 1901) — EE. UU., México
- Pelegrina galathea (Walckenaer, 1837) — De Canadá a Costa Rica, Islas Bermudas
- Pelegrina helenae (Banks, 1921) — EE. UU.
- Pelegrina huachuca Maddison, 1996 — EE. UU.
- Pelegrina insignis (Banks, 1892) — EE. UU., Canadá
- Pelegrina kastoni Maddison, 1996 — EE. UU., México
- Pelegrina montana (Emerton, 1891) — EE. UU., Canadá
- Pelegrina morelos Maddison, 1996 — México
- Pelegrina neoleonis Maddison, 1996 — México
- Pelegrina ochracea (F. O. P.-Cambridge, 1901) — México, Guatemala
- Pelegrina orestes Maddison, 1996 — EE. UU., México
- Pelegrina pallidata (F. O. P.-Cambridge, 1901) — De México a Nicaragua
- Pelegrina peckhamorum (Kaston, 1973) — EE. UU.
- Pelegrina pervaga (Peckham & Peckham, 1909) — EE. UU.
- Pelegrina proterva (Walckenaer, 1837) — EE. UU., Canadá
- Pelegrina proxima (Peckham & Peckham, 1901) — Islas Bahamas, Cuba, La Española, Jamaica
- Pelegrina sabinema Maddison, 1996 — EE. UU.
- Pelegrina sandaracina Maddison, 1996 — De México a Nicaragua
- Pelegrina tillandsiae (Kaston, 1973) — EE. UU.
- Pelegrina tristis Maddison, 1996 — EE. UU.
- Pelegrina variegata (F. O. P.-Cambridge, 1901) — De México a Panamá
- Pelegrina verecunda (Chamberlin & Gertsch, 1930) — USA, México
- Pelegrina volcana Maddison, 1996 — Panamá
- Pelegrina yucatecana Maddison, 1996 — México